# Brački špiljski trčak
Brački špiljski trčak (latinski: Duvalius lucidus) endemska je vrsta trčka koja nastanjuje Bazgovačku jamu na otoku Braču.

## Vanjske poveznice
|  | Wikivrste imaju podatke o taksonu Duvalius lucidus |

- Duvalius (Euduvalius) lucidus (G.Müller, 1903), Global Biodiversity Information Facility (GBIF)